# Cúmulo de metal carburo
Los cúmulos de metal-carburo son cúmulos metálicos con un átomo de carbono hipercoordinado ocupando el lugar central dentro del poliedro metálico. La mayoría tiene la fórmula típica Mx(CO)yC. Los átomos de carbono tipo carburo están incorporados dentro del poliedro Mx que a la vez está rodeado de ligandos. 
Estos compuestos, para los cuales se tienen pocas síntesis controladas disponibles, se han encontrado entre productos primarios de descomposición térmica de carbonilos metálicos polinucleares Mx(CO)y; sus átomos de carburo resultan de las reacciones de desproporción de ligandos carbonilo (CO → CO2 + C). Muchos compuestos han sido sintetizados, a menudo de manera fortuita, en donde uno o más átomos han sido parcial o completamente encapsulados dentro de cúmulos metálicos. El caso más común de estos han sido los cúmulos de carbonilo, donde los átomos de carbono exhiben números de coordinación y geometría no encontrados en estructuras orgánicas clásicas.

## Síntesis

### Carburos de hierro
Este tipo de cúmulos se puede sintetizar a partir del reflujo de carbonilos polinucleares simples en disolventes hidrocarbonados; por ejemplo, el cúmulo Fe5(CO)15C puede ser preparado a partir de Fe(CO)5 y [Fe(CO)4]2-. Calentar Fe3(CO)12 da lugar al cúmulo Fe5(CO)15C. Estas reacciones proceden vía dismutación de CO para dar lugar a CO2 y carbono.

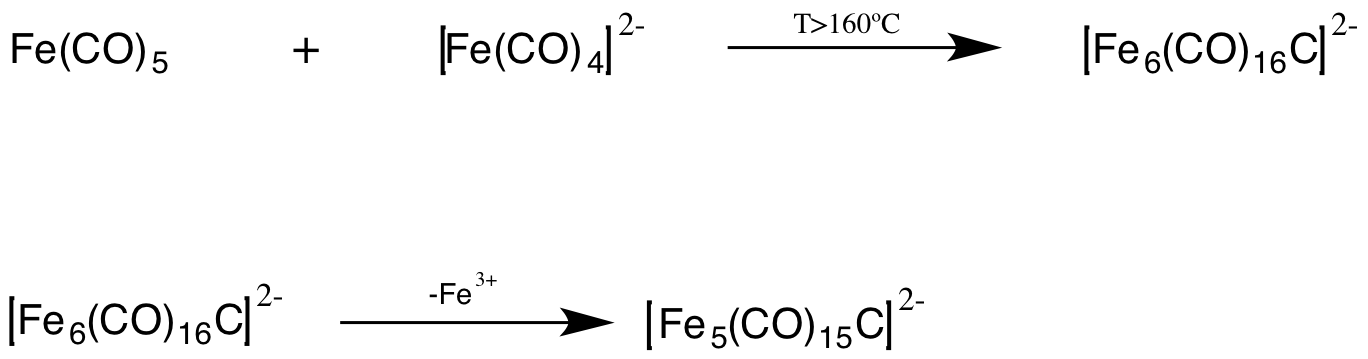
Reacción de formación para Fe_{5}(CO)_{15}C

### Carburos de renio
Los carburos de renio pueden se sintetizados por pirólisis de compuestos de carbonilrenio, como [Et4N]2[(μ3-H)Re6(CO)18C] y [Et4N]3[Re7(CO)21C]. Ambos compuestos contienen un carburo en una cavidad octaédrica. El cúmulo de hidruro es un octaedro simple con tres carbonilos en cada átomo de renio. El cúmulo heptanuclear en donde dos hidruros son remplazados por un fragmento de [Re(CO)3]- dando lugar a un cúmulo octaédrico de una sola capa.

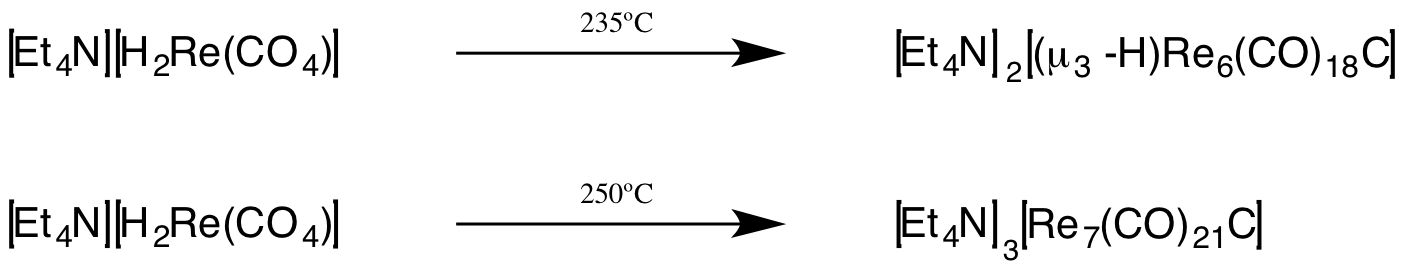
Reacción de formación de los cúmulos [Et_{4}_{2}[(μ_{3}-H)Re_{6}(CO)_{18}C] y [Et_{4}_{3}[Re_{7}(CO)_{21}C].

### Carburos de cobalto
Los aniones [Co6(CO)15C]2- y [Co8(CO)18C]2- se pueden preparar a partir de compuestos como Na[Co(CO4)] con [Co4(CO)12]. Además, el carburo [Co6(CO)15C]2- puede ser preparado en dos pasos sucesivos utilizando  [Co2(CO)8] con CCl4 en presencia de tetracloruro de carbono y posteriormente haciéndolo reaccionar con Na[Co(CO)4]. El cúmulo con geometría de prisma trigonal [Co6(CO)15C]2- puede convertirse por eliminación térmica en [Co6(CO)13C]2 con geometría octaédrica calentando en tetrahidrofurano.

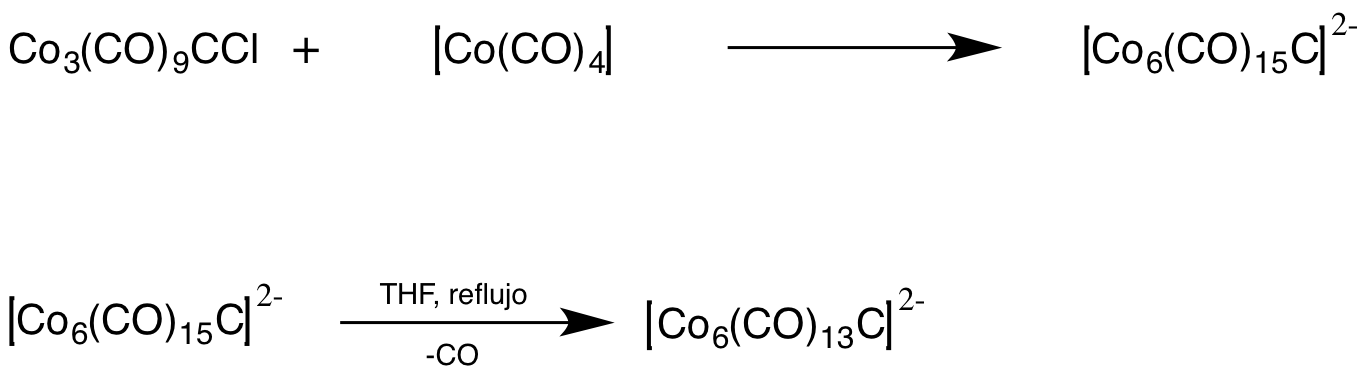
Reacción de formación del [Co_{6}(CO)_{15}^{2-} y del [Co_{6}(CO)_{13}^{2}

## Estructura

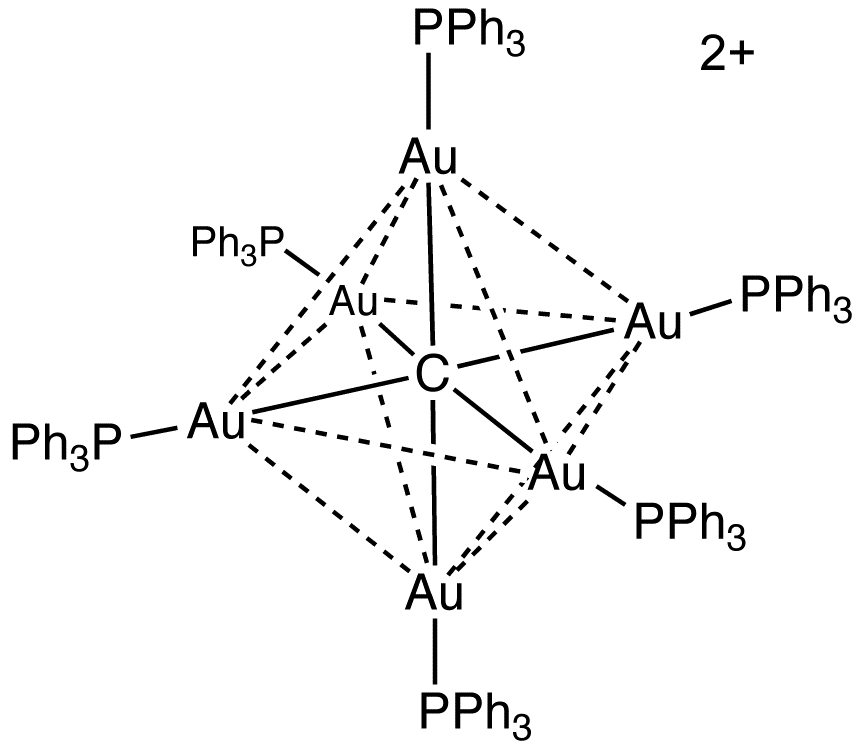
El complejo [Au_{6}C(PPh_{3})_{6}]^{2+}, conteniendo un átomo de carbono en el núcleo.

### Efecto estabilizante del carburo
Aunque en los cúmulos de metal-carburo, el átomo de carbono central puede estabilizar únicamente a cuatro de los orbitales moleculares de enlace de metales en el esqueleto, esto, sin embargo, atribuye una estabilidad mucho mayor en estos cúmulos que sus contrapartes sin átomo en el núcleo, y hace alusión al efecto de fortalecimiento que pueden tener átomos de carbono intersticiales en los metales. Por ejemplo, donde cúmulos de rodio-carbonilo se degradan usualmente a altas presiones de monóxido de carbono y/o hidrógeno, aquellos que incorporan un átomo de carbono en el núcleo como [Rh6(CO)15C]2- resisten tal degradación. Los átomos de carbono encapsulados pueden estabilizar cúmulos paramagnéticos como [Co6(CO)14C]- [Co13(CO)24C2]4-  y [Rh12(CO)23C2]3- así como el cúmulo decanuclear de osmio [Os10(CO)2C)2- resiste la degradación por monóxido de carbono hasta 250 °C y una presión de 1500 atm, condiciones que usualmente generan especies de baja nuclearidad.

### Simetría
Los átomos encapsulados contribuyen con sus electrones de valencia para el conteo total de electrones, por ejemplo, el carbono contribuye sus cuatro electrones de valencia en el Ru6C(CO)17 para dar un total de 86 electrones correspondiendo a un conteo de electrones tipo closo. El complejo Ru6C(CO)17 con un núcleo central de simetría Oh, es un ejemplo útil para mostrar cómo el carbono, con únicamente cuatro orbitales de valencia, forma enlaces con más de cuatro metales de transición en los alrededores. Los orbitales 2s del carbono tienen simetría A1g y los orbitales 2p tienen simetría T1u en el grupo puntual Oh. El núcleo octaédrico tiene orbitales de enlace de la misma simetría que en B6H62-: un grupo orbital dirigido centralmente A1g y dos conjuntos de orbitales orientados tangencialmente al núcleo, de simetría T1u y T2g. Por lo tanto, existen dos modos en los que la simetría es adecuada para las interacciones entre el átomo de carbono y el núcleo de Ru6.

## Reactividad

### Termoquímica
Los orbitales atómicos tipo s y p del carbono en el núcleo pueden contribuir a estabilizar los orbitales moleculares de enlace tipo s y tipo p metal-metal, dando un componente fuerte de enlace metal-carbono. No obstante se han llevado a cabo muy pocos estudios termoquímicos en cúmulos en general. Sin embargo tales estudios se han llevado a cabo en metales en bulk.
Las entalpías de formación pueden ser interpretadas asignando las entalpías a enlaces individuales, de manera que la entalpía de disociación de un compuesto en sus átomos constituyentes es la suma de las entalpías de los enlaces escindidos. Las entalpías de enlaces asignados necesitan ser tomadas en cuenta no solo por el tipo de enlace, sino también por la longitud de enlace. Esa aproximación ha sido aplicada para carburos moleculares y de red cristalina extendida asumiendo que las entalpías de los enlaces metal-metal. E(M-M), reflejan su longitud, d(M-M), de acuerdo a la relación E= Ad(-4.6), donde A es una constante de proporcionalidad del metal, calculada de la entalpía de atomización del material en bulk. Esta relación ha sido utilizada para calcular las entalpías de enlace individual y total metal-metal para muchas estructuras conocidas de cúmulos de metal-carbonilo Mx(CO)y, así como para estimar la fuerza del enlace metal-ligante, E(M-CO). Debido a que las entalpías de formación de los cúmulos de metal-carburo aún tienen que ser medidas o calculadas de manera precisa, no ha sido posible calcular las entalpías de enlace metal-carbono.

## Cúmulos con dos carburos
Este tipo de compuestos se puede separar en dos categorías; primero, especies en donde los átomos de carbono ocupan lugares distintos, separados suficientemente como para sugerir que no hay enlace carbono-carbono entre ellos. Mientras que la segunda, son especies que son mejor consideradas como acetiluros, en donde los átomos de carbono están separados típicamente por una distancia un poco mayor que un enlace triple carbono-carbono (1.21 Å). Tales unidades de C2 requieren necesariamente cavidades más grandes en el poliedro metálico que átomos de carbono individuales, así que típicamente se encuentran en poliedros metálicos de más alta nueclearidad.
Algunos ejemplos son [Rh15(CO)28C2]- y Rh12(CO)25C2; en el primero hay dos átomos de carbono bien separados uno del otro dentro de grupos aproximadamente hexagonales de átomos Rh, mientras que en el segundo, los dos átomos de carbono están enlazados entre sí dentro de un cúmulo asimétrico nido.